# Šlapanice
Šlapanice (německy Schlapanitz) jsou město v okrese Brno-venkov v Jihomoravském kraji na řece Říčka, 9 km jihovýchodně od Brna. Rozkládají se v Dyjsko-svrateckém úvalu. Žije zde přibližně 7 900 obyvatel.
Součástí města je i dříve samostatná obec Bedřichovice. Do katastrálního území Šlapanice u Brna zasahuje na jihozápadě areál mezinárodního letiště Brno-Tuřany, prochází jím také železniční trať Brno – Veselí nad Moravou a v severozápadním cípu dálnice D1. Severo-jižně jím protéká Říčka a východní hranici tvoří Roketnice. Na západním okraji města je postupně budována rozsáhlá obytná zóna Brněnská Pole.
Šlapanice jsou obcí s rozšířenou působností, jejíž správní obvod zahrnuje nejbližší okolí Brna z jižní a východní strany. Pro snazší dostupnost pro občany z těchto obcí je zřízeno detašované pracoviště městského úřadu Šlapanice přímo v Brně v ulici Opuštěné v budově bývalého učiliště, u ústředního autobusového nádraží.

## Historie

### Nejstarší dějiny
Pojmenování města je odvozeno od staročeského názvu šlapan, což je pasivum slovesa šlapat. Archeologické nálezy dokazují osídlení na území dnešních Šlapanic již za starší doby kamenné. V období Velké Moravy (9.–10. století) zde bylo slovanské osídlení. První písemné zmínky olomoucké kapituly (v latině) hovoří o osadě s kostelem a farou již v roce 1235.

### Středověk, počátky novověku
Ve 13. století byly Šlapanice dosti bohatou osadou, což zapříčinily cesty vedoucí okolím a pozdější udělení městských práv a privilegií (právo tržní, soudní a hrdelní). Stalo se tak ale až v roce 1531, kdy jim císař Ferdinand I. Habsburský udělil status městečka, právo týdenního trhu a jarmarku a udělil šlapanickým pečeť. Slovy privilegia: štít obyčejný žlutý a v něm od vrchního levého rohu štítu k dolnímu berla stříbrná biskupská.
Původně románský kostel Nanebevzetí Panny Marie byl z důvodu zpustošení rekonstruován ve slohu gotickém a barokním. Poslední rekonstrukce probíhala v 80. letech 20. století.
Převážně zemědělská osada obsahovala nemalé množství velkých statků.
Pobití loupežníků, kteří byli za moravských markraběcích válek v roce 1401 usazeni ve šlapanickém kostele, popisuje skladba Pašije šlapanických loupežníků. Dne 17. května 1430 utrpěla u Šlapanic porážku husitská vojska. Za třicetileté války byla osada dvakrát vydrancována švédskými jednotkami. 6. dubna 1742 (sedmiletá válka) zpustošily obec vojska pruského krále Fridricha II. Za pozdního a vrcholného středověku byla osada mnohokrát vypálena (zejména roku 1241 Tatary, 1449 Ježkem z Boskovic a Svojanova), začátkem novověku je potkaly mnohé velké požáry (1677, 1733 a zejména 1757).
Příchodem 17. století ztratily Šlapanice na významu kvůli odklonění obchodních cest směrem na Brno.
Po roce 1750 byla zahájena stavba zámku, příměstského sídla moravského gubernátora hraběte Jindřicha Kajetána Blümegena. V roce 1781 se z něj na tři roky stal paulánský klášter.

### Bitva u Slavkova
Již 18. listopadu roku 1805 dorazil do Šlapanic ruský generál pěchoty Michail Illarionovič Kutuzov, jakožto vrchní velitel rusko-rakouských vojsk, které se za dva týdny měly střetnout s francouzskou armádou. 2. prosince 1805 vypukla na území mezi Šlapanicemi a Slavkovem jedna z nejvýznamnějších bitev francouzského císaře Napoleona. Navzdory velké početní převaze nepřítele Francouzi porazili spojená rusko-rakouská vojska a v bitvě zvítězili. Francouzské lazarety se nacházely v budovách zámku a šlapanické scholasterie.
Od přelomu tisíciletí probíhá ve Šlapanicích a přilehlých obcích každoroční vzpomenutí na bitvu doprovázené vojenskou přehlídkou, pietním aktem a rekonstrukcí bitvy. Ta byla největší roku 2005, při dvoustém výročí Bitvy tří císařů.

### 19. století
V průběhu 19. století značně vzrostl počet obyvatel (1834 – 1 072 obyv.; 1861 – 1 819 obyv.) a počalo budování průmyslu. Roku 1807 vznikla v prostorách místního zámku a přilehlých budovách vlnařská továrna Josefa Schmalla. Roku 1814 zde podnikatel Johann Reiff se společníky založili strojírenskou dílnu, která měla sloužit potřebám textilky. Strojní podnik se stal předchůdcem První brněnské strojírny. V letech 1824–1836 ve šlapanické strojírně vzniklo přes 20 parních strojů.
Dne 15. července 1866, během prusko-rakouské války, dorazila do Šlapanic pruská vojska. Roku 1869 byl v obci zřízen poštovní úřad. V roce 1871 byl vystavěn Rolnický akciový cukrovar (zrušen 1931). Roku 1887 byla do Šlapanic zavedena železnice.

### 20. století
V roce 1901 byla v budově bývalého zámku zřízena chlapecká měšťanka. Od roku 1911 bylo ve Šlapanicích k dispozici elektrické osvětlení a telefon. Během první světové války zahynulo na bojištích 83 šlapanických občanů. Jejich památku připomíná pomník v městském parku na Riegrově ulici.
Po válce se začal městys dobře rozvíjet. Stavěla se řada nových velkých ulic a velkých statků (zejména v ulicích Brněnská, Riegrova, Palackého a Kalvodova). Byly vystavěny také celé nové čtvrti (např. Jiráskova čtvrť). 1. května 1919 byla na Masarykově náměstí vysazena Lípa svobody.
Na počátku 20. let se začalo rozvíjet zdravotnictví, ve Šlapanicích byli dva obvodní lékaři, dva zubaři, poradna pro kojence a dva zvěrolékaři. Stejně tak měla obec poštovní, farní a obecní úřad a také četnickou stanici. V roce 1921 měly Šlapanice více než 1140 hektarů orné půdy. V průběhu dvacátých let se silně rozvíjel průmysl a služby. Cukrovar byl ve 30. letech přeměněn na papírny. Od roku 1929 byl k dispozici autobusový spoj spojující obec s Brnem. Velká povodeň postihla obec roku 1931.
Od roku 1932 probíhají Šlapanické slavnosti, zpravodaj vychází od roku 1934. V letech 1937 až 1943 měly Šlapanice vlastní elektrárnu na dřevoplyn a naftu.
Druhá světová válka si vyžádala celkem 160 obětí. Z 54 šlapanických občanů vězněných v koncentračních táborech jich zahynulo 33. Nálety, bombardování a boje si vyžádaly dalších 35 obětí z řad občanů. 24. dubna 1945 byly Šlapanice osvobozeny Rudou armádou. Ta utrpěla ztráty 92 mužů.
V roce 1948 byly ve Šlapanicích zahlazeny stopy války. Většina velkých ulic byla znovu vydlážděna a byla zavedena kanalizace. 1. května 1954 začala fungovat pravidelná trolejbusová linka Šlapanice-Brno.
K 1. lednu 1965 nabyly Šlapanice statutu města. Ve Šlapanicích vzniklo několik obchodních domů (1963 potraviny Husova; 1967 potraviny Dlouhá; 1977 nákupní středisko Lípa; 1984 nákupní středisko Družba). Postaveno bylo také několik sídlišť po celém městě, největší vzniklo spolu se školkou a obchodním domem Lípa poblíž ulice Brněnské. Plynofikace probíhala v letech 1964 až 1996.
Organizace jako Sokol, Orel apod. byly slučovány v jednu a zakázán byl i Skaut, který byl obnoven jen na krátko na konci 60. let. Počátkem 70. let započala výstavba nové základní školy na Masarykově náměstí, protože ostatní školní kapacity rozmístěné po celém městě již nevyhovovaly. Na konci desetiletí se v nové škole začalo učit. V polovině sedmdesátých let došlo z důvodu častého rozvodnění k regulaci toku Říčka. Roku 1976 byla otevřena zmíněná velká mateřská škola na ulici Havlíčkově.
Roku 1993 bylo otevřeno gymnázium v Riegrově ulici v budově bývalého zámku. O rok později byla zrekonstruována budova městského úřadu na Masarykově náměstí a vybudována poliklinika na ulici Karla Čapka. V roce 1996 byla zavedena kabelová televize a rok nato došlo k přečíslování orientačních čísel domů. Roku 1999 proběhla výrazná rekonstrukce Masarykova náměstí, přičemž vznikla pěší zóna, nové parkoviště a kašna „Spirála života“, navržená akademickým sochařem Radimem Wenzelem.
Stejného roku začal vysílat televizní program Šlapanický infokanál a o rok později došlo k výstavbě autobusového nádraží v Riegrově ulici.

### 21. století

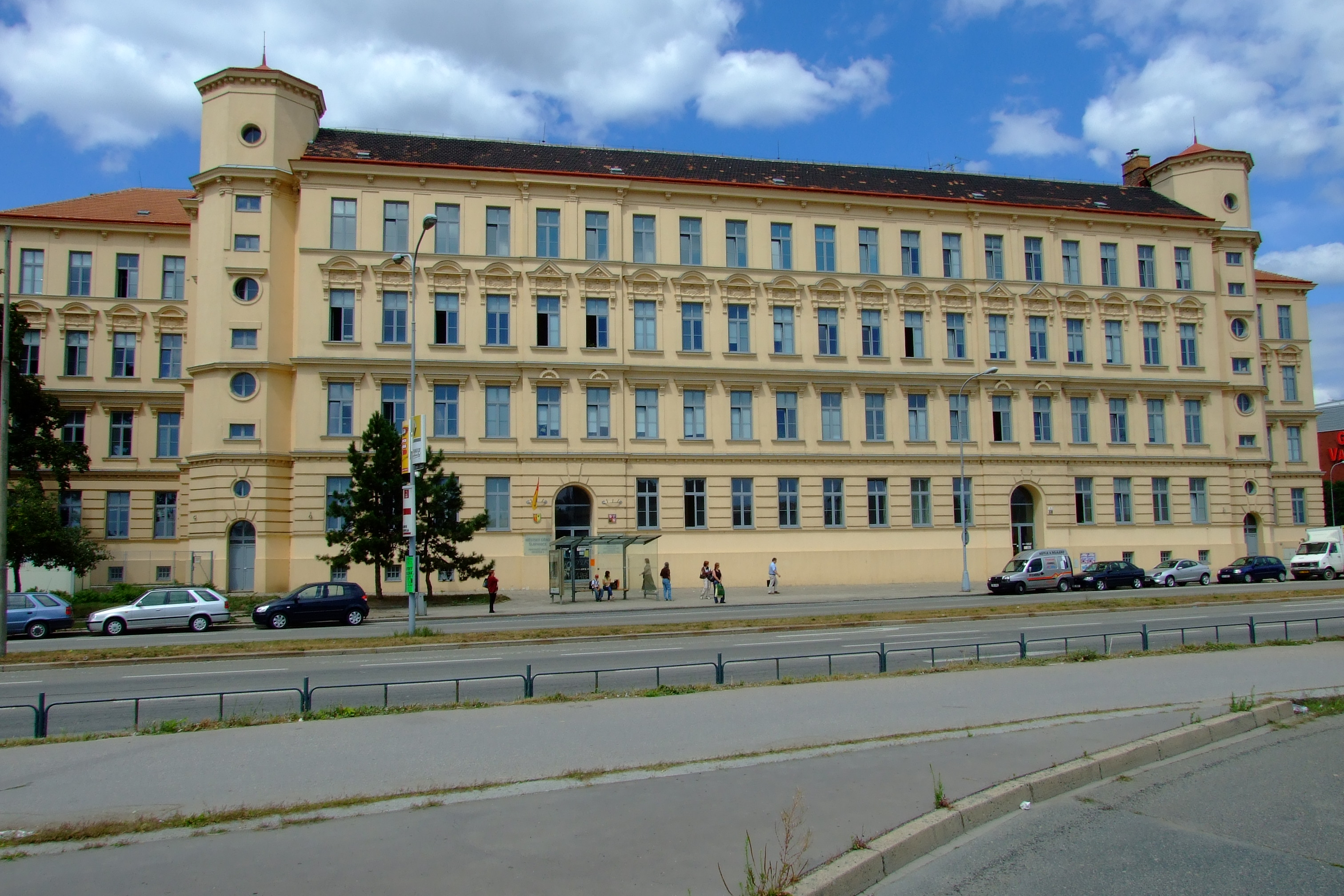
Brněnské detašované pracoviště městského úřadu Šlapanice, spravující obce ve východní části okresu Brno-venkov

Roku 2003 se Šlapanice staly obcí s rozšířenou působností, jejíž správní obvod čítá celkem 40 obcí.
Na západním okraji města je od roku 2010 budována obytná a průmyslová zóna. Obytná zóna, nazvaná Brněnská Pole, zahrnuje 27 bytových domů, několik sportovišť, restaurací, obchody a mateřskou školu. Severně od obytné zóny vzniká díky své poloze na okraji Brna a bezprostředním spojení s dálnicí, železnicí a letištěm průmyslová zóna, zahrnující především sklady.

## Obyvatelstvo
Na počátku 17. století zde bylo 65 domů, 36 z nich bylo po třicetileté válce pustých. V roce 1790 zde bylo už 138 domů a 900 obyvatel, roku 1834 to bylo 210 domů a 1 273 obyvatel.
| 1869  | 1880  | 1890  | 1900  | 1910  | 1921  | 1930  | 1950  | 1961  | 1970  | 1980  | 1991  | 2001  | 2011  | 2021  |
| ----- | ----- | ----- | ----- | ----- | ----- | ----- | ----- | ----- | ----- | ----- | ----- | ----- | ----- | ----- |
| 2 096 | 2 150 | 2 895 | 3 226 | 4 019 | 4 191 | 4 769 | 5 075 | 5 387 | 5 410 | 6 841 | 6 172 | 6 214 | 7 109 | 7 703 |

## Pamětihodnosti
- Kostel Nanebevzetí Panny Marie, původně stavba z přelomu 12. a 13. století byla několikrát silně poškozena. Dnešní barokní podoba je z roku 1757. Oltářní obraz Panny Marie Nanebevzaté od Johanna Endlingera. Kostelní věž byla v roce 1887 zvýšena na 36 m a umístěny zde hodiny ze zrušeného zámku v Podolí. Kostel spadá pod Římskokatolickou farnost Šlapanice u Brna.
- Scholasterie se starou farou, dnes zde sídlí Muzeum Brněnska. Na bývalé faře je pískovcová reliéfní deska s letopočtem 1613 a znaky olomouckého biskupství, kroměřížské kolegiální kapituly a Jana Berga z Bergu, který byl v době stavby olomouckým scholastikem. V nice fasády muzea je socha sv. Floriána z první poloviny 18. století. U vchodu do muzea se nachází smírčí kříž, který původně stával na tzv. Hraničkách při brněnské silnici. Do fasády byl vsazen náhrobník, který připomíná tragické úmrtí Pavlíčka, syna Málčina, v roce 1572. V roce 1967 sem byl přemístěn ze starého hřbitova u kostela.
- Zámek z poloviny 18. století, dnes gymnázium[16]
- Budova Městského úřadu z roku 1605. Od konce 18. století zde byl hostinec U černého orla, od roku 1869 poštovní úřad. V roce 1867 dům koupil správní ředitel šlapanického Rolnického akciového cukrovaru a c. k. poštovní expedient Alois Tauschinský. Jeho rodině patřil až do roku 1945, kdy byl zkonfiskován jako německý majetek a byl zde zřízen Místní národní výbor.
- Kašna Spirála života z barevné keramiky na Masarykově náměstí z roku 1999 od akademického sochaře Radima Wenzela
- Žuráň – návrší v katastru obce Podolí, kde byly nalezeny hroby kultury zvoncovitých pohárů, hroby únětické kultury a mohyla z doby stěhování národů. Z tohoto návrší řídil Napoleon 2. prosince 1805 bitvu u Slavkova. Na památku této bitvy je zde žulový podstavec s kovovou deskou znázorňující plán bojiště s vyznačenými přesuny jednotek. Šlapanice patří do památkové zóny Slavkovského bojiště.

### Přírodní památky
Na sever od města leží přírodní památky:
- Andělka a Čertovka
- Velký hájek
- Návrší[17]
- Horka

## Školství
Ve Šlapanicích se nachází Základní škola Šlapanice se sportovištěm a plaveckým bazénem, Gymnázium a základní umělecká škola Šlapanice a tři mateřské školy.

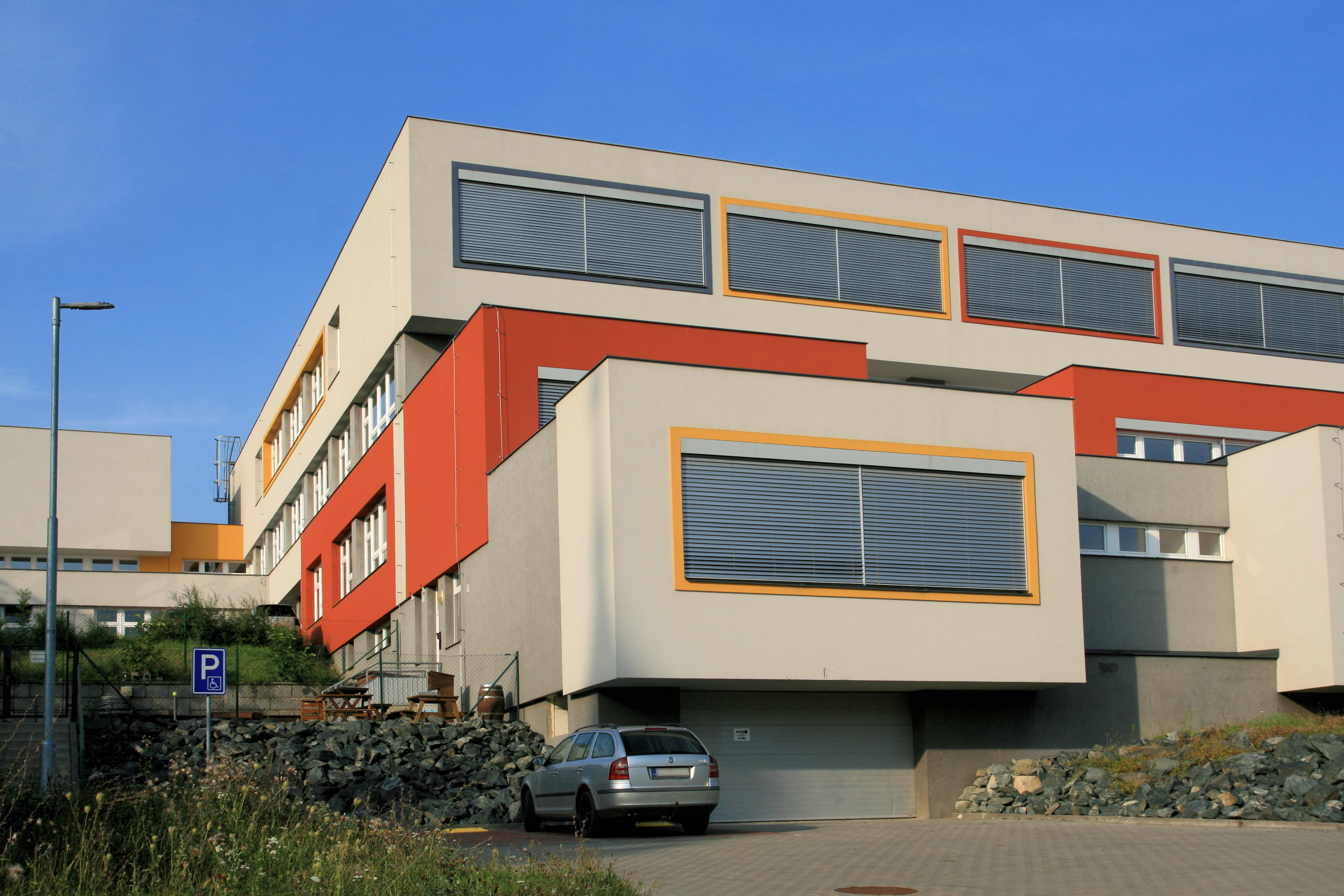
Základní škola Šlapanice, hlavní budova
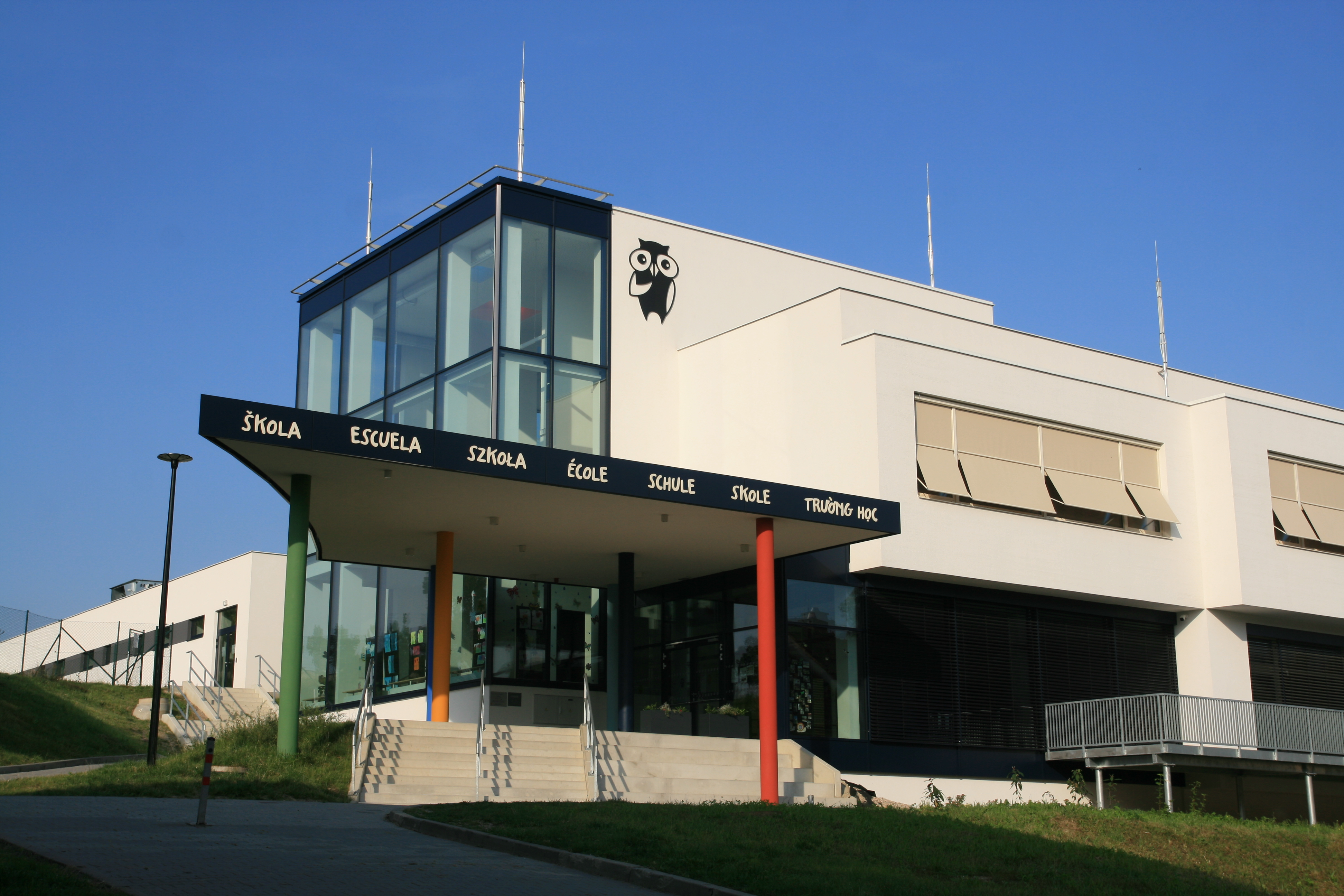
ZŠ Šlapanice, nový učební pavilon F
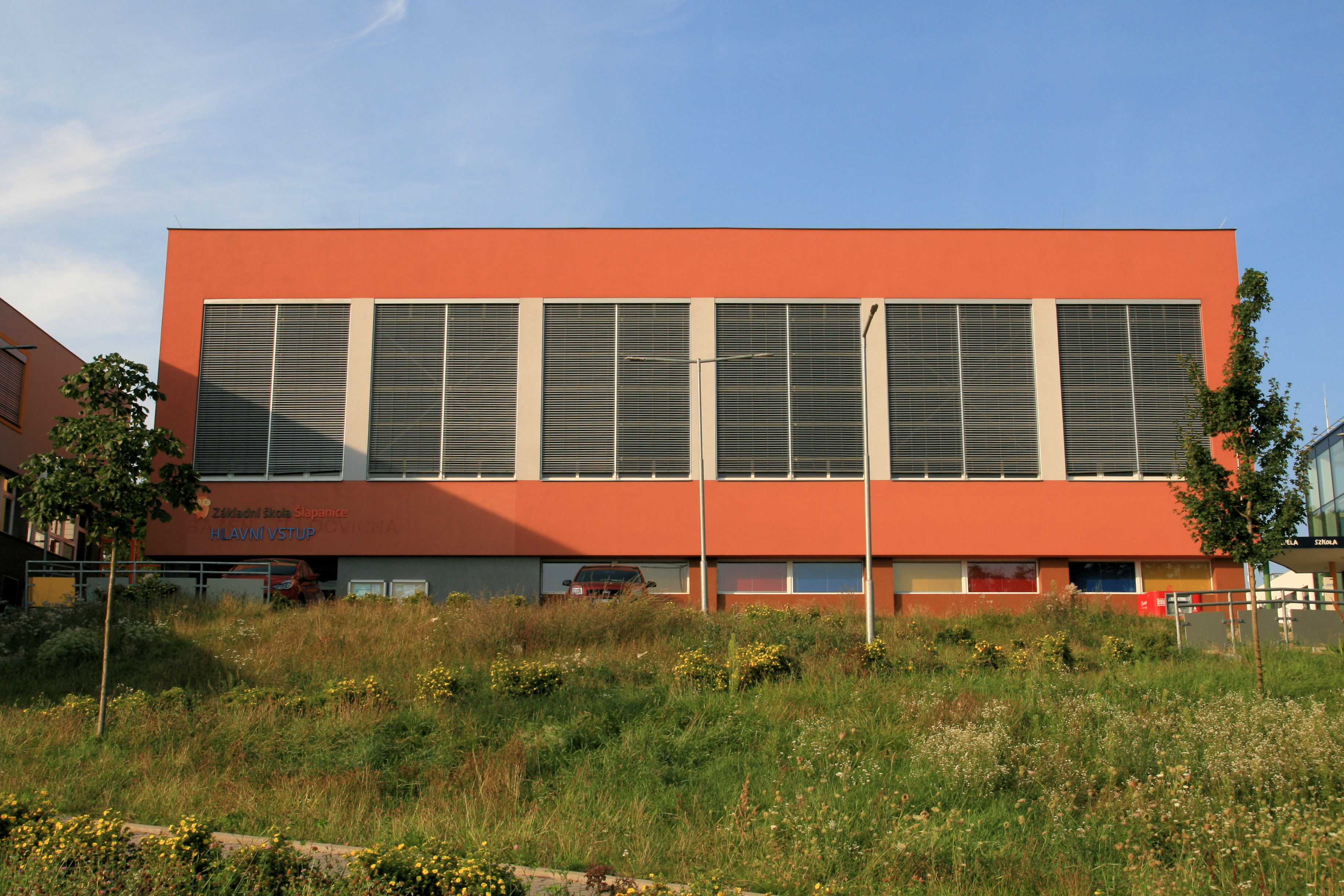
Bazén základní školy
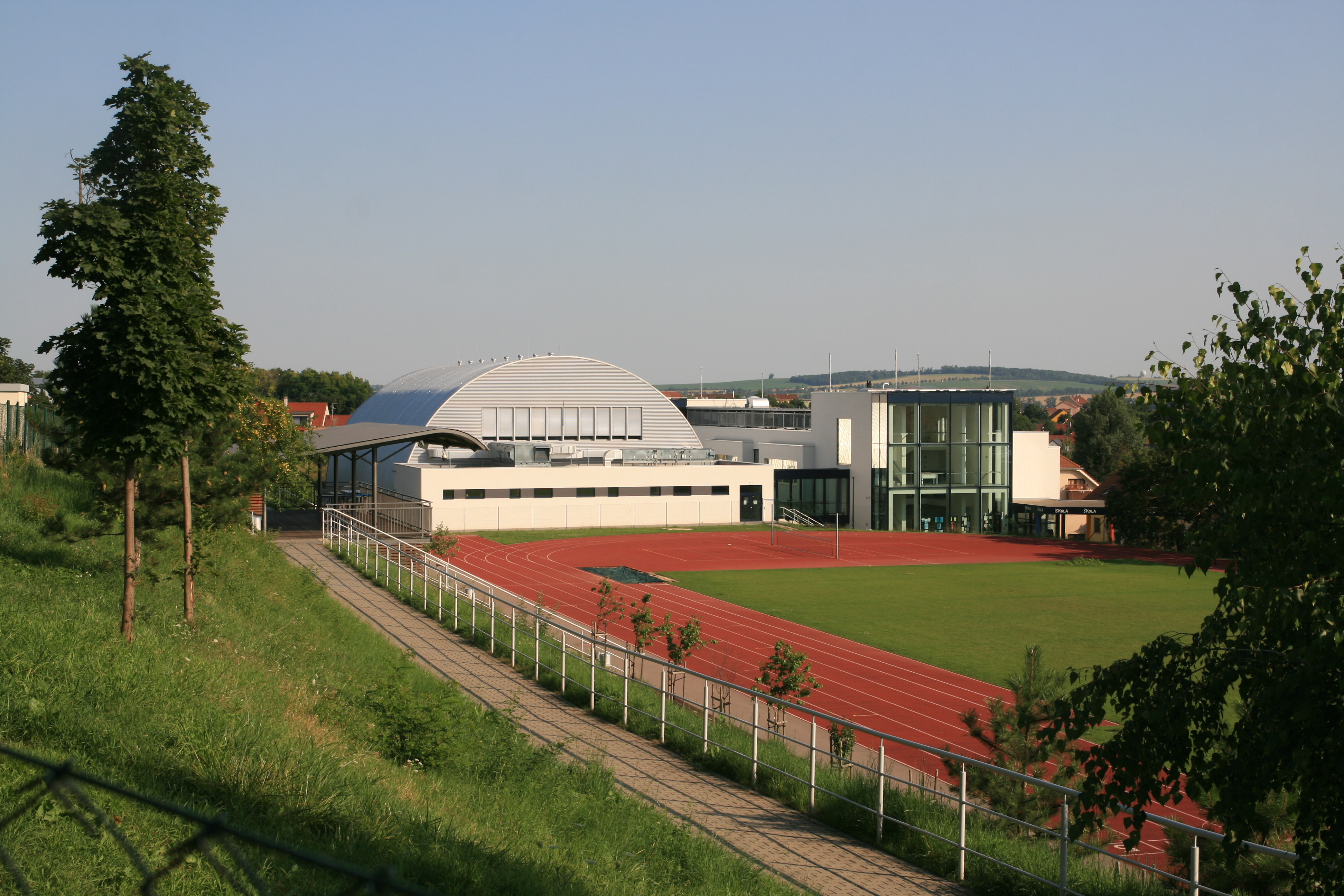
Sportovní areál s halou při ZŠ
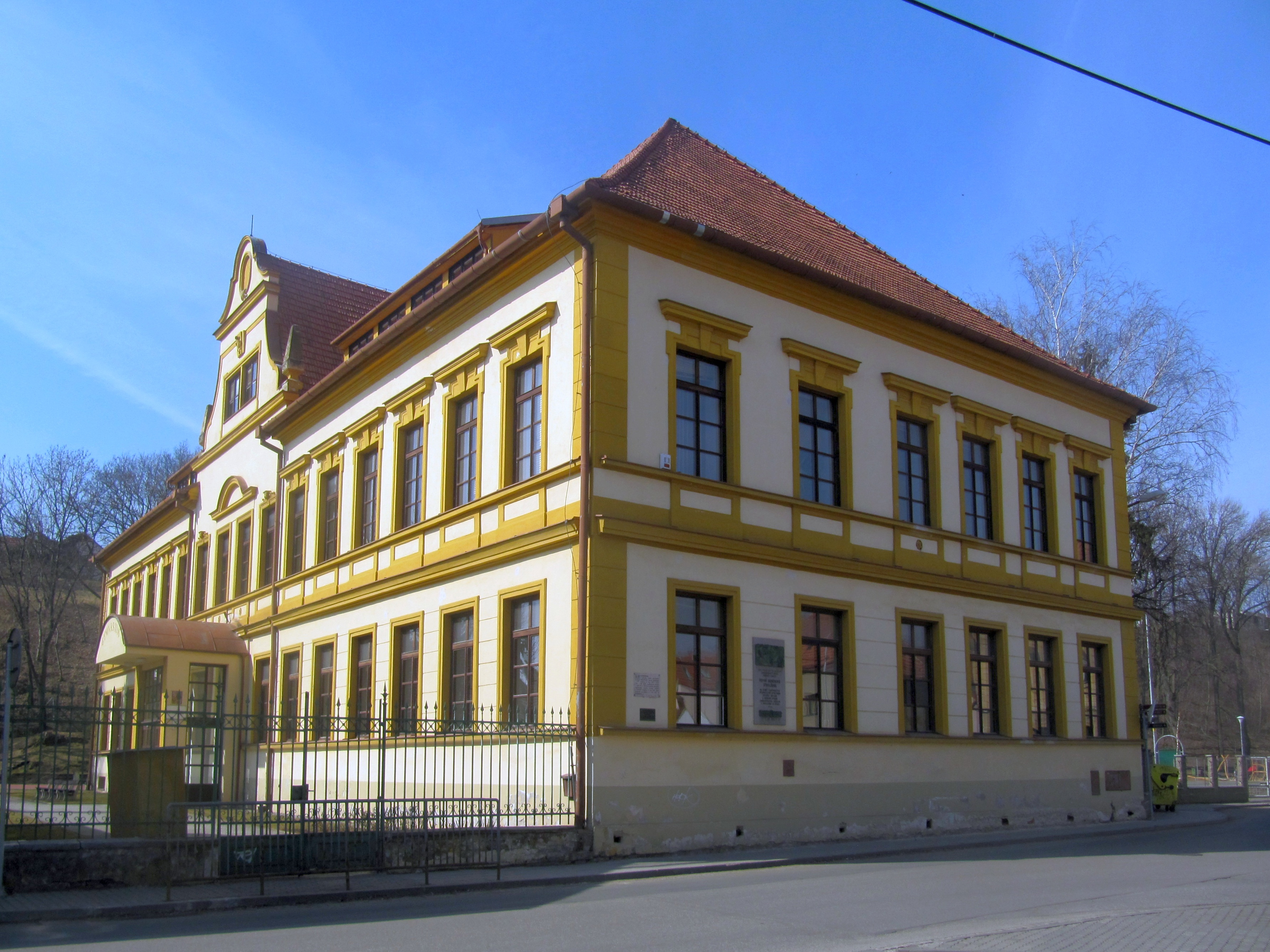
Gymnázium v bývalém zámku

## Organizace

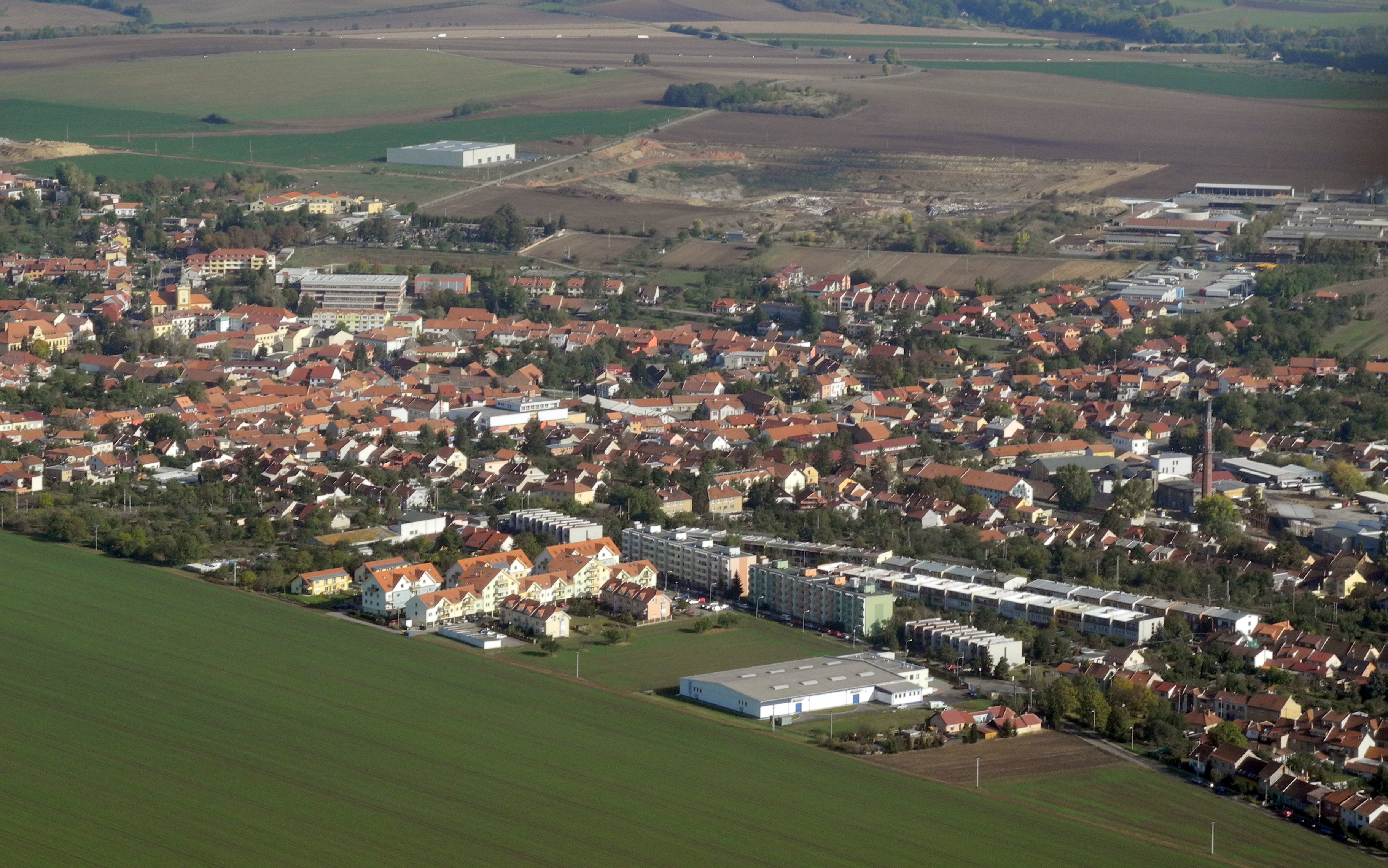
letecký pohled od jihozápadu, 2012

Ve Šlapanicích působí několik organizací, které nabízejí využití volného času nebo spolkovou činnost:
- Orel jednota Šlapanice[19]
- TJ Sokol Šlapanice[20]
- Junák[21]
- Skaut ABS Pangea Šlapanice[22]
- Sbor dobrovolných hasičů[23][24]
- Zahrádkářský svaz
- Svaz chovatelů drobného zvířectva
- Národopisný soubor Vrčka[25]
- Sportovní klub Šlapanice

## Doprava
Na katastr města zasahuje část brněnského letiště. Prochází zde několik cyklostezek a turistických tras, které jsou součástí Brněnské podkovy.

### Silniční doprava
Katastrem města prochází dálnice D1 a zasahuje sem část Exitu 203 – Brno-východ a silnice II/430 v úseku Slatina – Bedřichovice – Rousínov. Silnice III. třídy jsou:
- III/15286 Slatina – Šlapanice – Jiříkovice
- III/15287 Šlapanice – Ponětovice
- III/15289 Exit 201 – letiště Brno-Tuřany
- III/37370 Bedřichovice – Podolí
- III/4171 v úseku II/430 – Bedřichovice – Šlapanice – Kobylnice
- III/4173 (Brněnská ulice)

V minulosti byla Palackého ulice vedená jako III/4172.

### Železniční doprava
Městem prochází železniční trať Brno – Veselí nad Moravou, kterou obsluhuje vlaková linka Integrovaného dopravního systému Jihomoravského kraje S6. Železniční stanice Šlapanice se nachází v jižní části města, v roce 2018 byla u nového sídliště na západním okraji zástavby otevřena zastávka Šlapanice zastávka.

### Veřejná hromadná doprava
Z Brna je do Šlapanic vedena meziměstská trolejbusová linka 31 (trať postavena v roce 1954) a noční městská autobusová linka N96, průmyslovou zónu na okraji katastru města, poblíž brněnského letiště, obsluhuje brněnská městská autobusová linka 77. Regionální doprava je řešena autobusovými linkami 151, 601, 602, 701, 702 a 710 a vlakovou linkou S6. Všechny zmíněné linky jsou součástí Integrovaného dopravního systému Jihomoravského kraje, do kterého byly Šlapanice začleněny již při jeho vzniku 1. ledna 2004.

V roce 2012 byl na území města zaveden tzv. Seniorbus, který mohou zdarma na objednávku využívat senioři a zdravotně postižení.

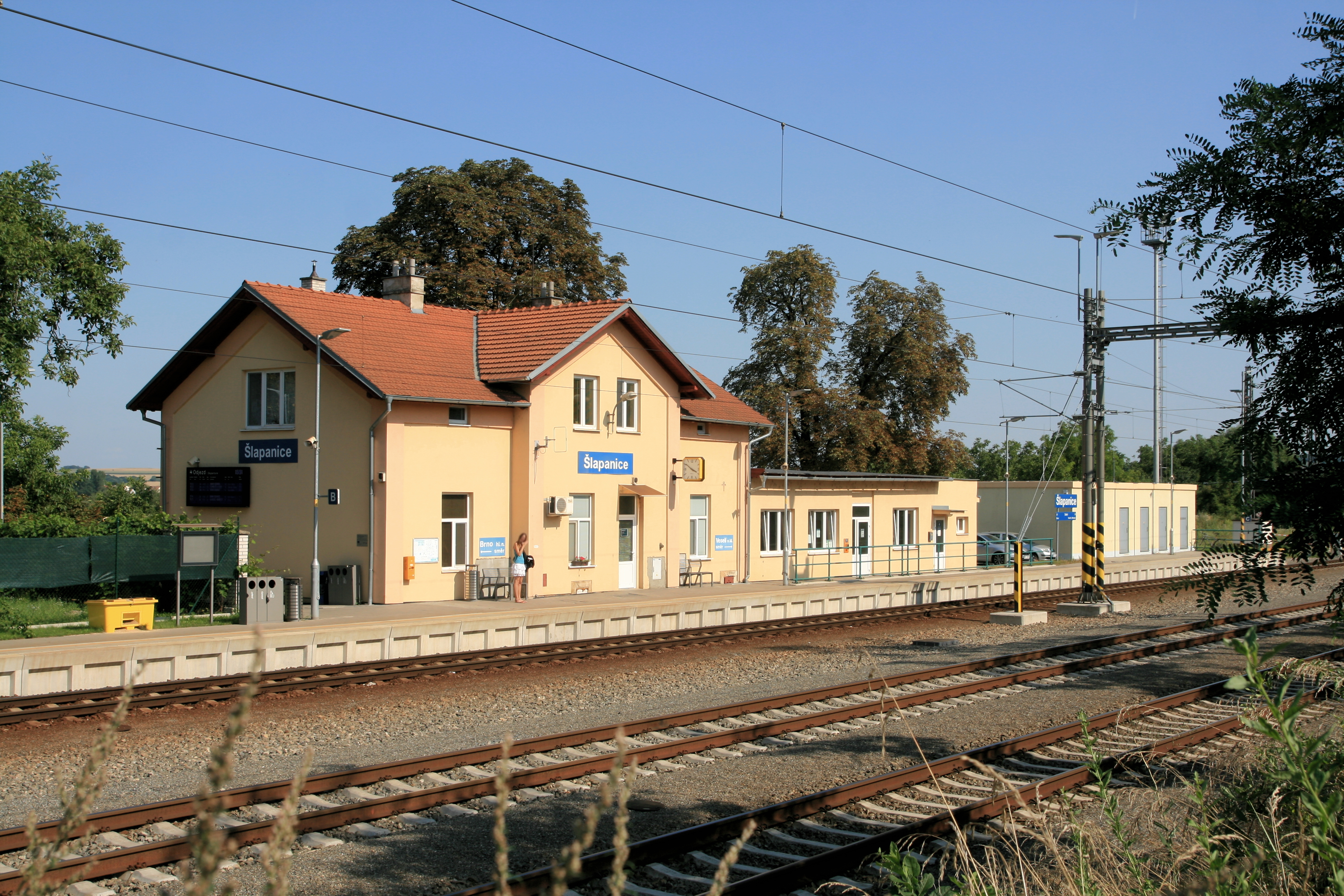
Železniční stanice Šlapanice
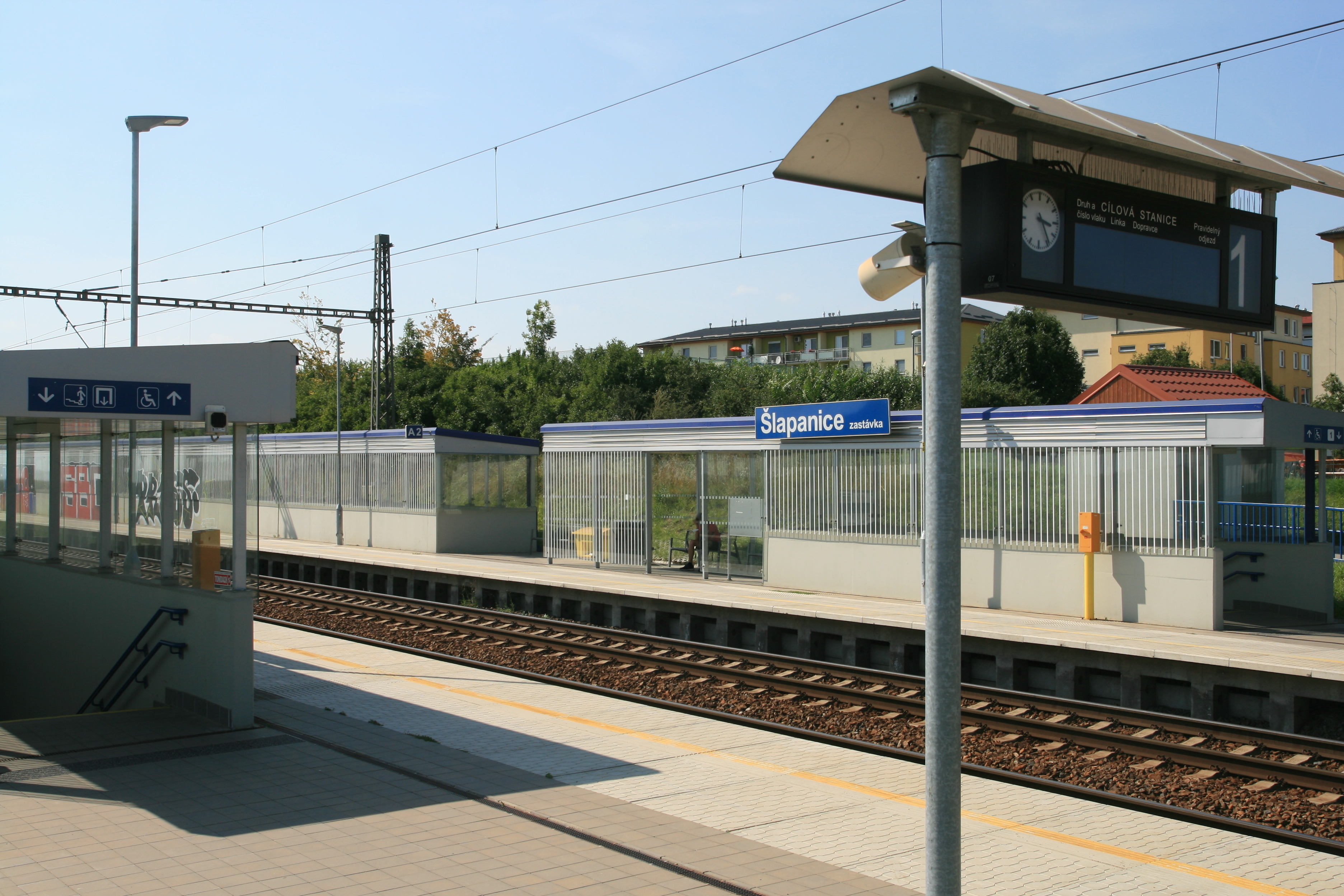
Šlapanice zastávka, nová železniční stanice z roku 2018
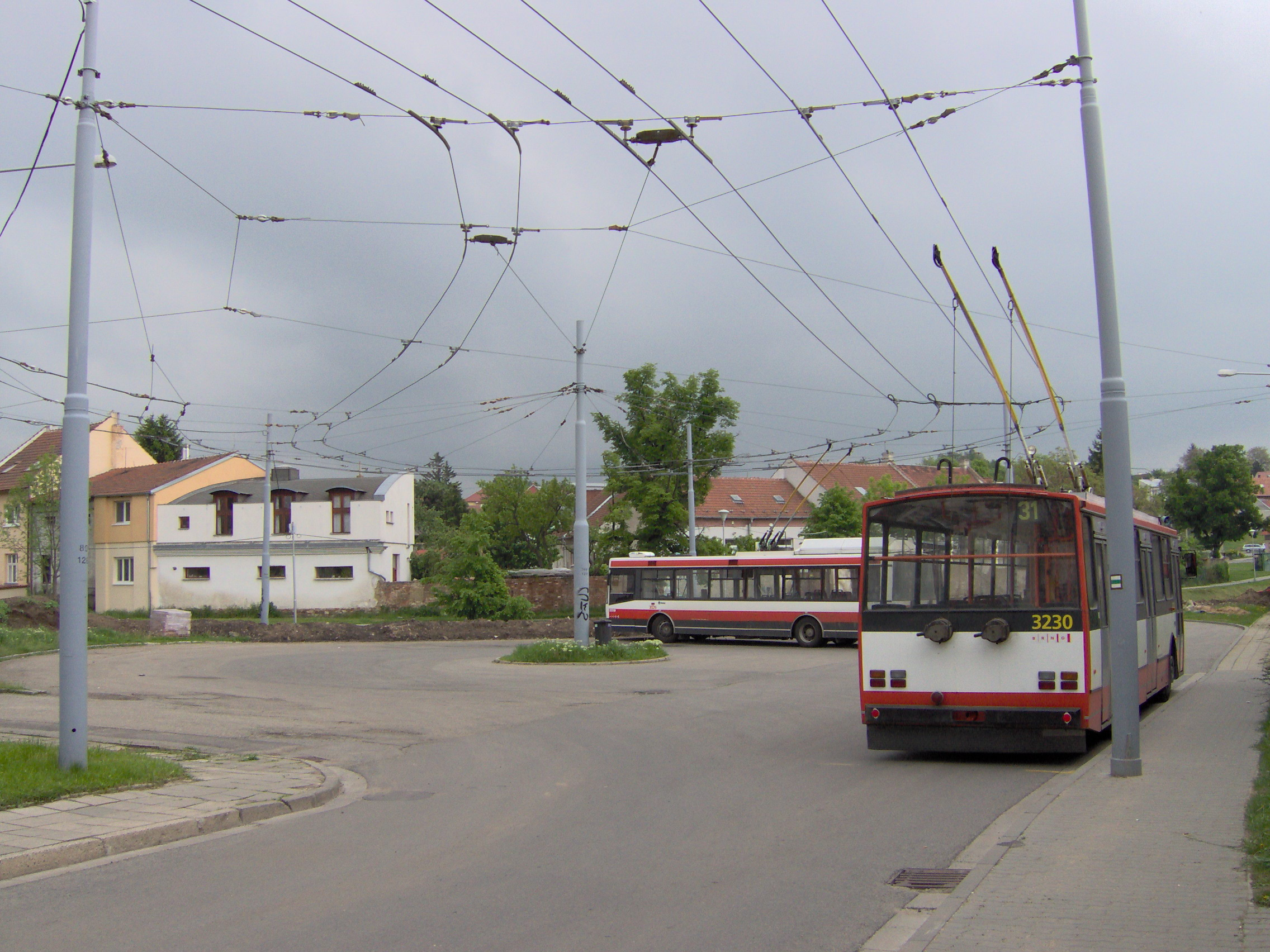
Trolejbusová smyčka v Kalvodově ulici

## Osobnosti
Mezi významné osobnosti spjaté se Šlapanicemi patří:
- Jaromír Blažek (1950–2011), sochař
- Jurij Bojuk (asi 1893–1929), ukrajinský aktivista, příslušník Ukrajinské haličské armády, pohřben ve Šlapanicích[30]
- Zdeněk Dvořáček (1929–1988), malíř, rodák
- Jan Dvořák (1924–2006), světově známý pěstitel květin, rodák
- Antonín Fišer (* 1934), profesor zoohygieny
- František Hamr (1911–1980), strojní technolog a inovátor, rodák
- Stanislav Hanzl (1919–2011), sochař a restaurátor, rodák
- Zdeněk Hlávka (* 1956), biblista a programátor, rodák
- Václav Horák (* 1961), politik, starosta v letech 1998–2002
- Arnošt Chalupa (1925–2013), malíř, výtvarník a básník
- Josef Jarolím (1856–1940), učitel a kulturně osvětový pracovník
- Tomáš Kalina (1874–1956), historik
- Alois Kalvoda (1875–1934), malíř, rodák
- Antonín Kalvoda (1907–1974), sochař, rodák
- Jaroslav Klaška (* 1962), politik, starosta v letech 2006–2014
- Josef Klíč (* 1976), violoncellista
- Jaroslav Kotulan (* 1937), hornista, rodák
- Cyril Kuklínek (1915–1990), politik, ochotnický divadelník
- Ludvík Kunz (1914–2005), muzikolog a etnograf
- Karel Láznička (1928–2010), volejbalista
- Antonín Moskalyk (1930–2006), režisér a scenárista
- Dalibor Pacík (* 1955), urolog
- Alois Páral (1892–1978), československý legionář a důstojník československé armády
- Ivan Sedláček (1932–2023), sbormistr, učil na zdejší škole
- Josef Stávek (1874–1938), archeolog
- Antonín Streit (1908–1994), herec
- Libuše Šafránková (1953–2021), herečka
- Miroslava Šafránková (* 1958), herečka
- Vratislav Štěpánek (1930–2013), duchovní, biskup a patriarcha Církve československé husitské
- František Šterc (1912–1978), fotbalista, rodák
- Vladimír Ustohal (1938–2005), materiálový inženýr, autor literatury o vojenské a regionální historii
- Alois Veselý (1928–1996), hudebník, rodák
- Emanuel Vlček (1911–2005), kulturně osvětový pracovník, amatérský historik
- Jaroslav Zeman (1928–2003), zoohygienik, komunální politik
- Josef Zeman (1898–1952), kněz, cestovatel a spisovatel
- Václav Zeman (1849–1920), politik

## Zajímavosti
Ve Šlapanicích byla kolem roku 1920 vyšlechtěna krajová odrůda domácí švestky zvaná šlapanická švestka.
Samospráva města od roku 2017 vyvěšuje 5. července moravskou vlajku.

## Fotogalerie

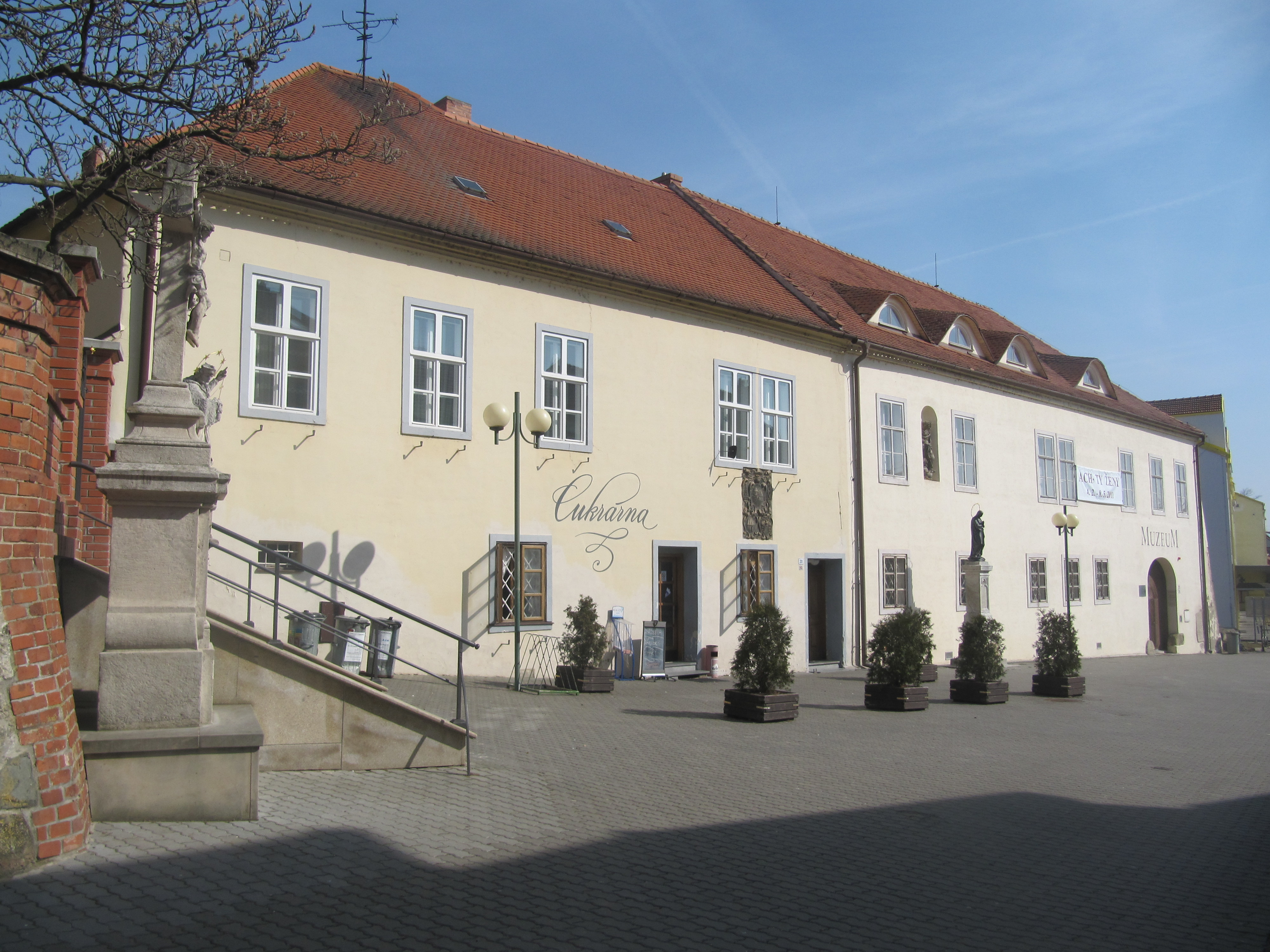
Stará fara a bývalá scholasterie, dnes muzeum
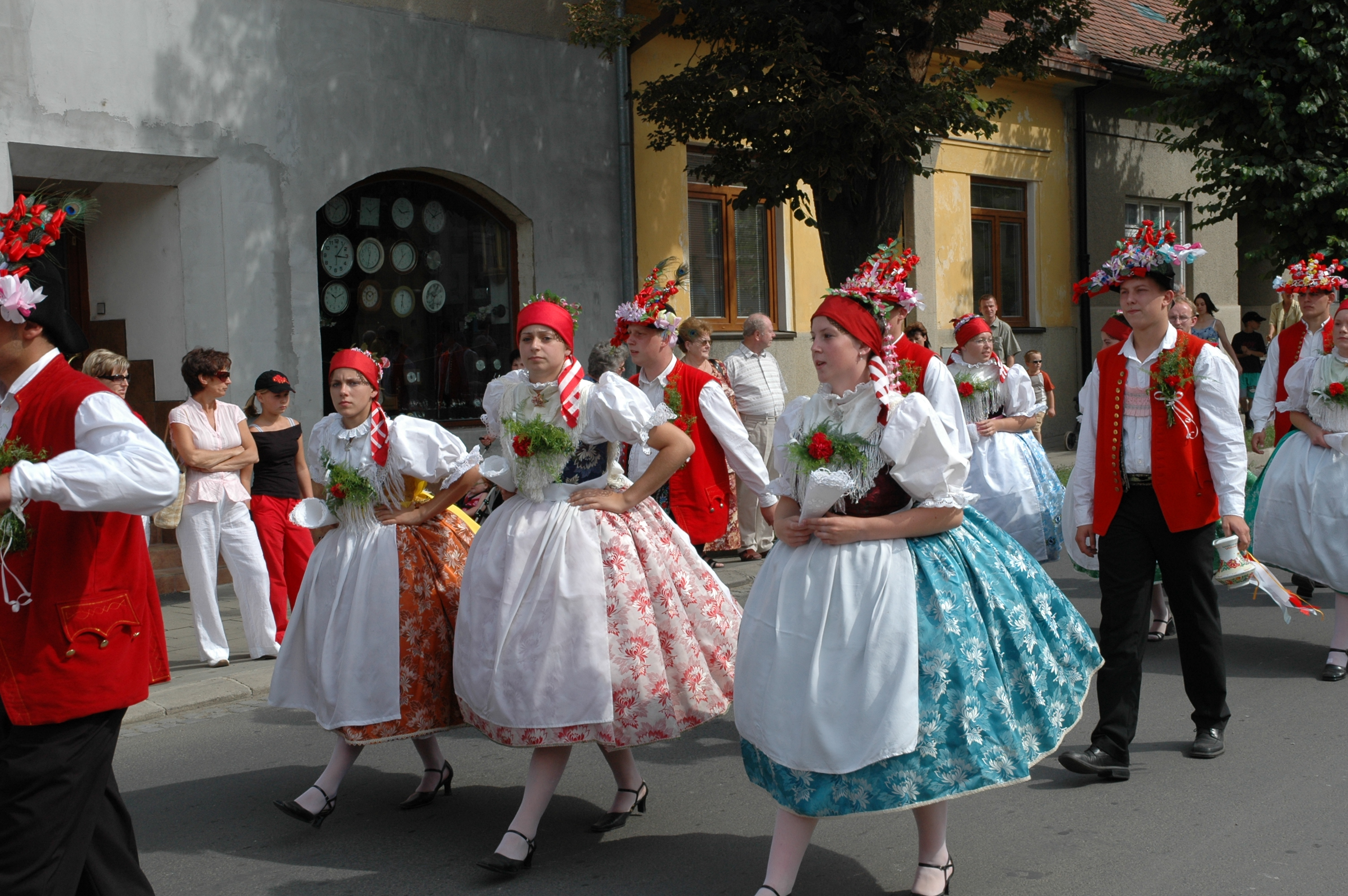
Stárci a stárky v plné parádě při průvodu o Šlapanických slavnostech
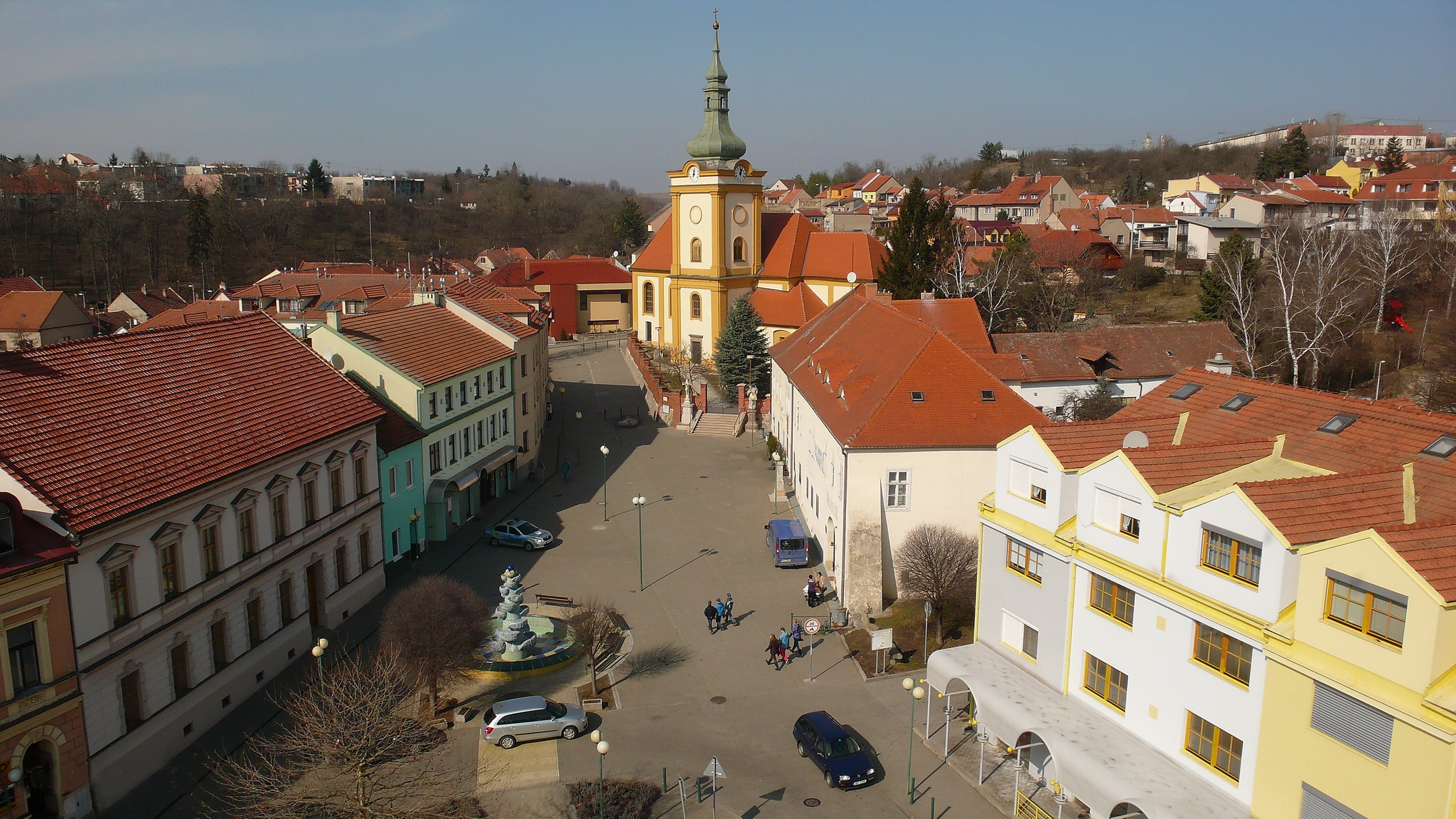
Náměstí Šlapanice - letecké foto
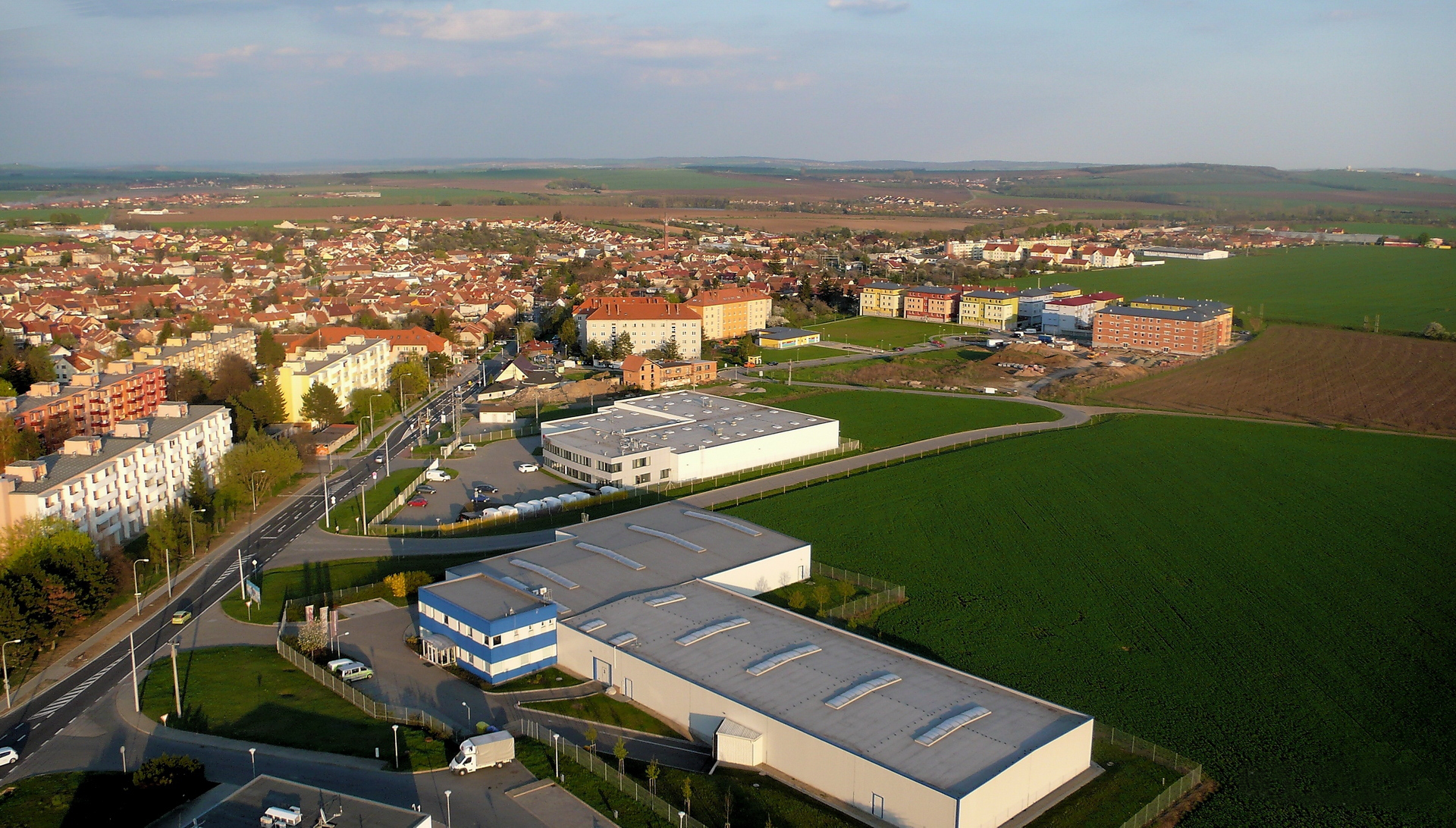
Šlapanice - pohled od čerpací stanice
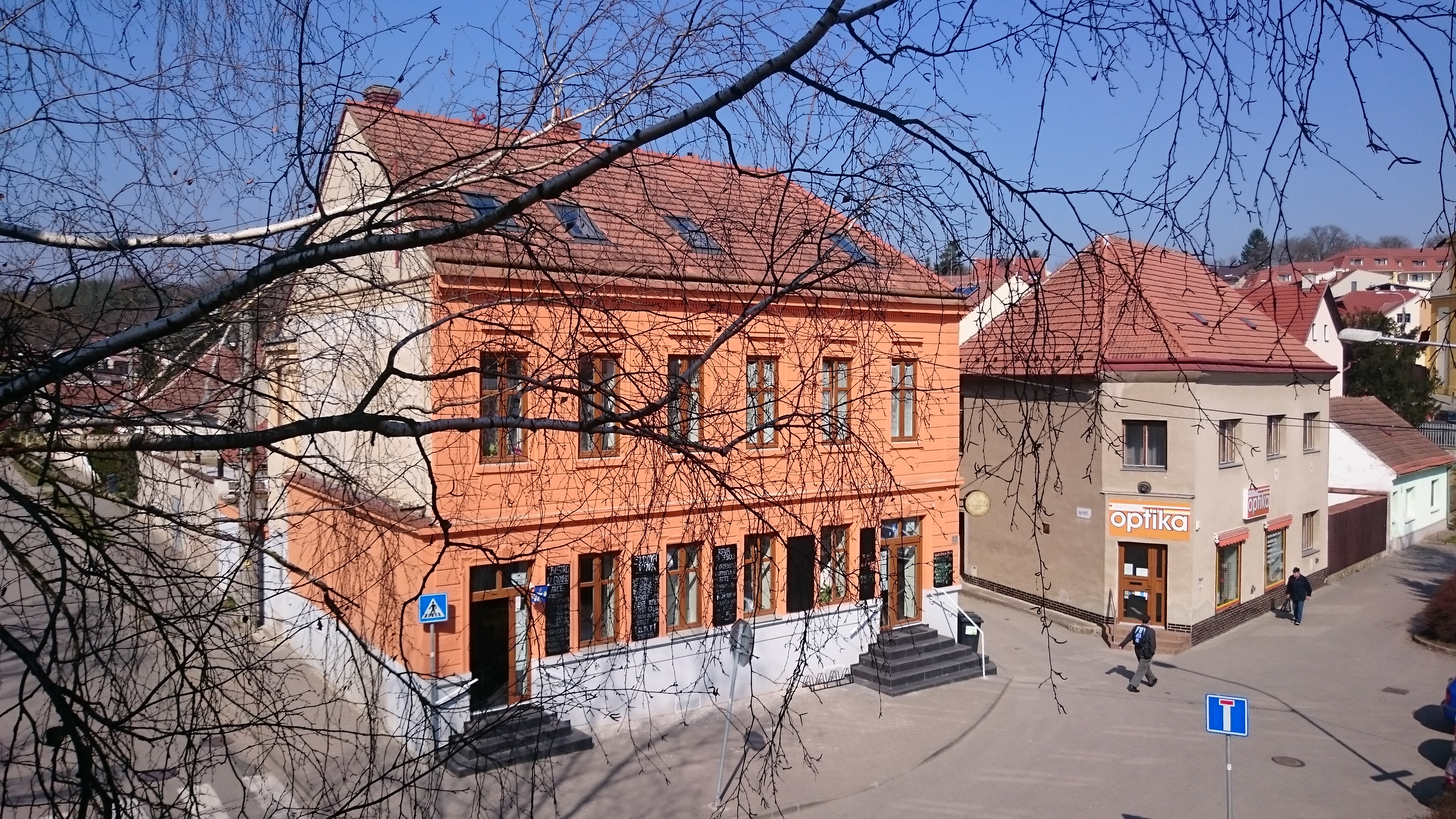
Budovy na ulici Hřbitovní